# Zdomyśl
Zdomyśl (ukr. Здомишель) – wieś na Ukrainie w rejonie kowelskim, w obwodzie wołyńskim, położona nad rzeką Prypeć. Wieś została założona w 1415 roku. W II Rzeczypospolitej miejscowość wchodziła w skład gminy wiejskiej Zabłocie w powiecie kowelskim województwa wołyńskiego. Przed II wojną światową w pobliżu wsi leżał niewielki przysiółek Seńki, który z czasem wszedł w jej skład, a kilka kilometrów na zachód znajdował się chutor Krynica.
Do 2020 w rejonie ratnieńskim.